# Parada do Monte
Parada do Monte est un village portugais (freguesia) situé au nord du Portugal. Il fait partie du "concelho de Melgaço" (équivalent d'une circonscription en France) dans le "districto de Viana do Castelo" (équivalent du département) de la région du "Minho".
Jusqu'en 1855, le village appartient au Concelho de Valadares. Depuis cette date, le village fait partie du Concelho de Melgaço.
Ce village est traversé par le fleuve "Rio Mouro" et par le Mourilhão.

## Origine du nom
L'hypothèse la plus probable quant à l'origine du nom est qu'à l'emplacement du village existait une halte sur une ancienne voie romaine.
"Parada do Monte" signifie littéralement "Halte de la montagne" en portugais.

## Géographie et climat
Le village de Parada do Monte est constitué des "quartiers" suivants :
- Aldeia Grande
- Trigueira
- Carrascal
- Costa
- Cortegada
- Casal
- Tabulado
- Chão do Bezerro
- Pereiral
- Lagarteira
- Paço
- Coto do Paço

## Patrimoine culturel

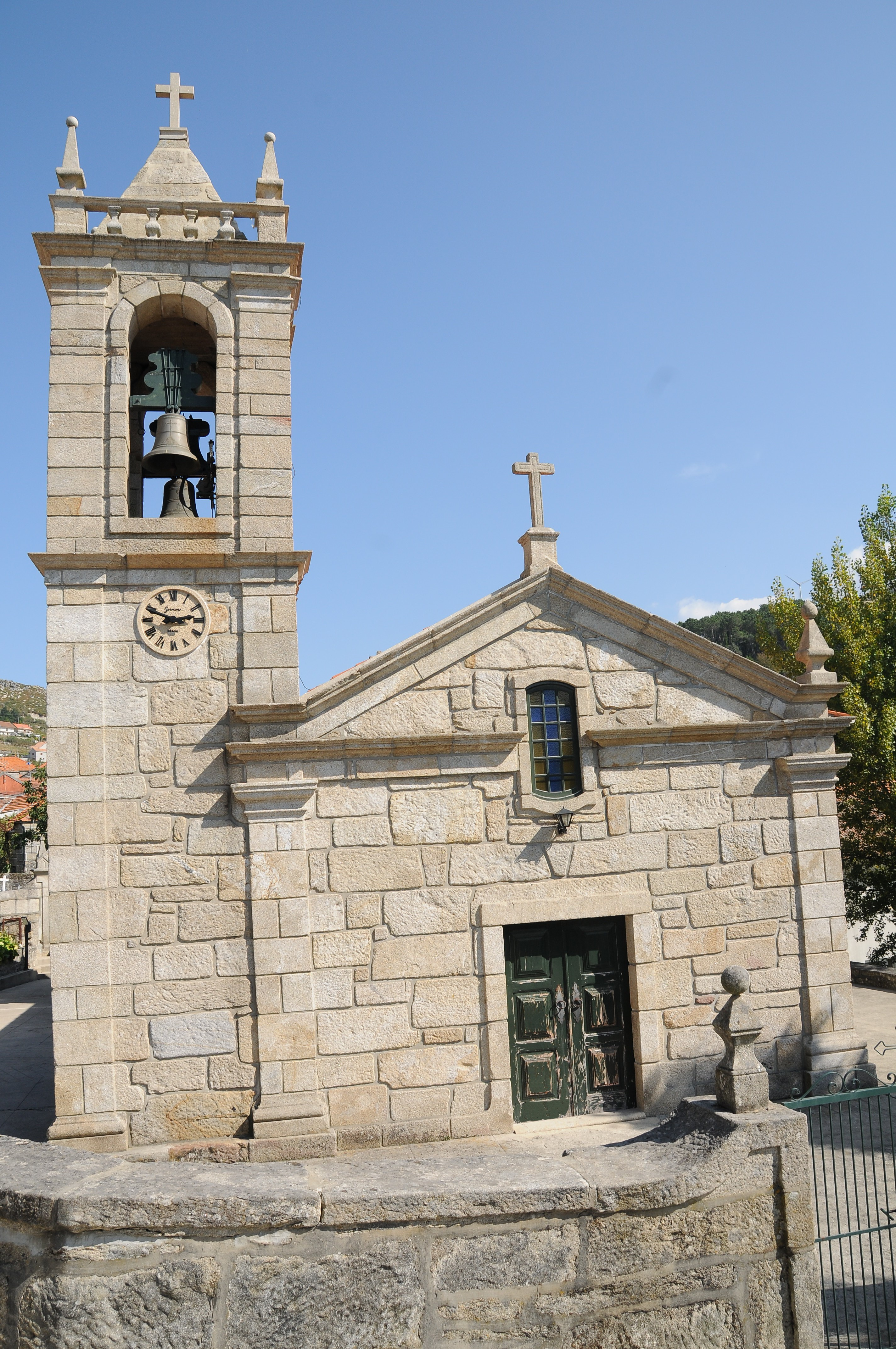
Église

L'élément le plus notable du village, est son église paroissiale qui date du XVIIIe siècle. 

## Source
- http://www.freguesiasdeportugal.com/distritoviana/03/paradadomonte/paradadomonte.htm